# Теллерміна 43
Теллерміна 43 (Tellermine Pilz 43 (T.-Mi.-Pilz 43) — протитанкова протигусенична міна натискної дії. Розроблена в Німеччині. Прийнята на озброєння в 1943 році.
Є плоскою округлою металевою коробкою, всередині міститься заряд вибухівки і встановлюється підривник. У міні передбачено 2 гнізда для встановлення підривників невилучності. Вибух відбувається при наїзді гусеницею танка або колесом автомобіля на натискну кришку міни.